# شهرستان چیانیانگ
شهرستان چیانیانگ (به لاتین: Qianyang County) یک منطقهٔ مسکونی در چین است که در باوژی واقع شده‌است. شهرستان چیانیانگ ۹۵۹ کیلومتر مربع مساحت و ۱۲۳٬۹۵۹ نفر جمعیت دارد.